# Pjotr Illarionovics Selohonov
Pjotr Selohonov (oroszul Пётр Илларионович Шелохонов, belaruszul Пятро Ларывонавіч Шэлахонаў, ukránul Петро Іларіонович Шелохонов ,  angol Peter/Petr/Pyotr Shelokhonov; Második Lengyel Köztársaság, 1929. augusztus 15. – Szentpétervár, 1999. szeptember 15.) orosz színész, színpadi rendező.

## Életrajza
Pjotr Selohonov 1929. augusztus 15-én született Második Lengyel Köztársaságban. A felmenői Litvániából, Ukrajnából és Lengyelországból jöttek. Állatorvosi gyakorlatot folytatott, de akárcsak apjának, az ő sorsát is megváltoztatta a háború. A második világháború idején a nácik letartóztatták és ideiglenes táborban tartották fogva társaival. Egy kis csoporttal együtt megszökött, a géppuskatűzben súlyosan megsebesült a homlokán, de életben maradt és csatlakozott a partizánokhoz.
Ott tett szert először színészi tapasztalatokra. Hitlerről és a nácikról paródiákat adott elő partizán társainak. A vágás a homlokán, a háború emléke, majdnem hiú ábránddá változtatta a színészi karriert, de eltökélt volt. Bábukat, vetítővásznat készített és saját bábszínházában dolgozott 1943-tól 1945-ig. Műsorában („Pjotr és a farkas”) négy bábut mozgatott, négy hangon szólalt meg és tangóharmonikázott is hozzá. Amerikai repülőgépekről ledobott élelmiszercsomagokért tartotta az előadásait és szerencsésen megérte a világháború véget.
1945-ben beiratkozott a kijevi zenei konzervatórium zongora szakára és közben tangóharmonika előadásokat is tartott. A legkeményebb szovjet kommunista időszakon is átlavírozott, de amikor szabadszájú humora felingerelte a „keményvonalasokat”, sok ajtó becsukódott előtte. Ezután karrierje Szibériára korlátozódott. Irkutszk városába költözött és elvégezte az irkutszki drámaiskolát. 1950-től 1960-ig az állami drámai színházban dolgozott Irkutszkban. Később hivatásos színészi karrierjének túlnyomó részét Oroszországban Moszkvában és Szentpétervárott töltötte. Fő- és mellékszerepeket játszott orosz és nemzetközi filmekben. Több mint 90 film- és televíziós szerepben jelent meg. Partnerei voltak többek között Sinkovits Imre, Kirill Lavrov, Jurij Szolomin, Natalja Fatyejeva, Sophie Marceau, Sean Bean és más hírességek. 
Több mint 100 szerepet játszott színpadon orosz és nemzetközi darabokban. A Photo Finish-ben, melyet Peter Ustinov írt és rendezett, a főszerepet (Sam) játszotta.
1979 - ben Pjotr Selohonov megkapta az Oroszország érdemes művésze kitüntetést.

## Filmszerepei
- 1967: Sagi v szolnce (Шаги в солнце) – Ismeretlen katona
- 1968: Tri goda (Три года) – Laptyev
- 1969: Razvjazka (Развязка) –  Szotnyikov
- 1969: Rokirovka v dlinnuju sztoronu (Рокировка в длинную сторону) - Tudós
- 1970: Szerelmi álmok – Liszt (1970) (Ференц Лист)  – Mihail Ivanovics Glinka
- 1970: Ljubov Jarovaja (Любовь Яровая)  – as Mazukhin
- 1970: A zori zgyesz tyihije (А зори здесь тихие) – Vaszkov
- 1970: Daleko ot Moszkvi (Далеко от Москвы) – Batmanov
- 1971: Nocs na 14-oj paralleli (Ночь на 14-й параллели)  –   Szerkesztő
- 1971: Dauria (Даурия) – Kazak Szeverjan Ulibin
- 1971: Sutyitye? (Шутите?) – Elnök
- 1971: Holodno – gorjacso (Холодно – горячо) – Podorozsnij
- 1972: Ukroscsenyije ognya (Укрощение огня)  – Karelin
- 1972: Grosszmejszter (Гроссмейстер)
- 1972: Takaja dlinnaja, dlinnaja doroga (Такая длинная, длинная дорога) – Komisszár
- 1973: Opoznanyije (Опознание) – Ezredes
- 1974: Otvetnaja mera (Ответная мера) – Szergej Ivanovics Pereszada
- 1975: Obretyos v boju (Обретешь в бою) – Nyikolaj Szergejev
- 1976: Menya eto ne kaszajetszja (Меня это не касается) – Pankratov ezredes
- 1976: Doverije (Доверие) – Petrovszkij
- 1976: Vitalij Bianki (Виталий Бианки) – Narrátor
- 1977: Pervije radosztyi (Первые радости) – Dorogomilov
- 1978: Tri nyenasztnih dnya (Три ненастных дня) – Nyomozó
- 1978: Vszjo resajet mgnovenije (Всё решает мгновение) – Matvejev sportigazgató  Selohonov mint Vielgorszkij herceg. Liszt Ferenc (MTV, 1982)

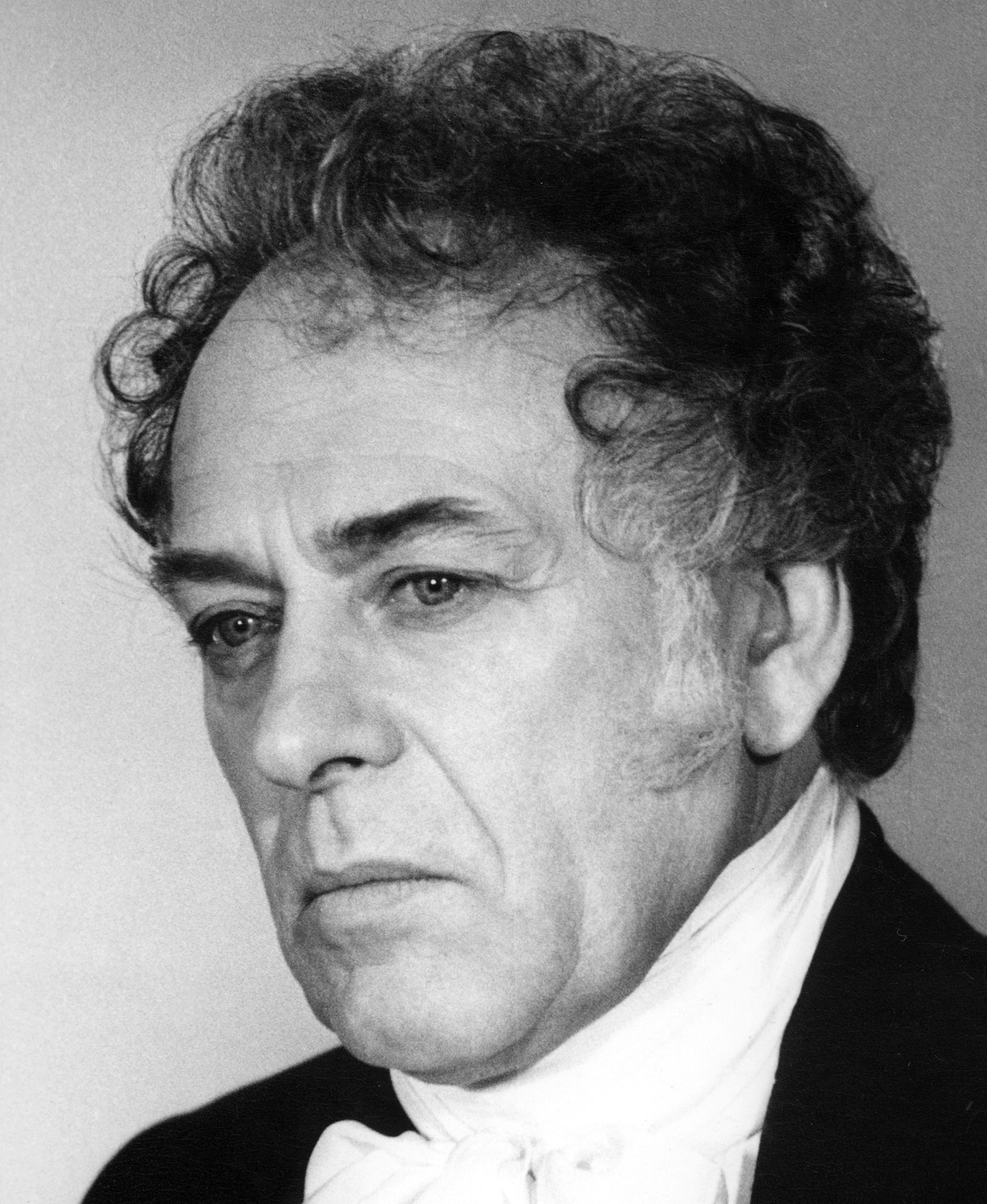
Selohonov mint Vielgorszkij herceg. Liszt Ferenc (MTV, 1982)

- 1979: Nyeobiknovennoje leto (Необыкновенное лето) – Dorogomilov
- 1979: Putyesesztvije v drugoj gorod (Путешествие в другой город) – Igazgató
- 1980: Zsizny i prikljucsenyija csetirjoh druzej 1/2 (Жизнь и приключения четырех друзей 1/2) – Erdőgazda
- 1981: Pozdnyije szvidanyija (Поздние свидания) – Apa
- 1981: Zsizny i prikljucsenyija csetirjoh druzej 3/4  (Жизнь и приключения четырех друзей 3/4) – Erdőgazda
- 1981: Pravda lejtyenanta Klimova  (Правда лейтенанта Климова) – Cservonyenko
- 1981: Dvadcatoje gyekabrja (Двадцатое декабря (фильм)) – Zarudnij
- 1981: Gyevuska i Grand (Девушка и Гранд) – Sportigazgató
- 1981: Szingyikat-2. (Синдикат 2)– Fomicsev
- 1982: Tamozsnya (Таможня) – Vámparancsnok
- 1982: God aktyivnovo szolnca (Год активного солнца) – Zavucs
- 1982: Liszt Ferenc (tv) (Ференц Лист ТВ) – Vielgorszkij herceg
- 1982: Golosz (Голос) – Producer
- 1983: Magisztral (Магистраль (фильм)) – Gadalov
- 1983: Meszto gyejsztvija (Место действия) – Rjabov
- 1984: Zavescsanyije professzora Douelja (Завещание профессора Доуэля)
- 1984: Dve verszii odnovo sztolknovenyija (Две версии одного столкновения) – Ambassador Gordin
- 1985: Szofja Kovalevszkaja (Софья Ковалевская) – Szecsenov akadémikus
- 1985: Szopernyici (Соперницы) – Szemjonics
- 1985: Kontrakt veka (Контракт века) – Miniszter
- 1986: Poszlednyaja doroga (Последняя дорога) –  Sztyefanovics
- 1986: Krasznaja sztrela  (Красная стрела) – Juszov
- 1987: Szreda obitanyija (Среда обитания) – Nyomozó
- 1987: Vezucsij cselovek (Везучий человек) – epizódszerep
- 1987: Moonzund (Моонзунд) – Andrejev
- 1988: Hleb – Imja szuscsesztvityelnoje (Хлеб – имя существительное) – Akimics
- 1991: Moj lucssij drug, genyeral Vaszilij, szin Sztalina (Мой лучший друг, генерал Василий, сын Иосифа) – Szavinih ezredes
- 1992: Richard II. (Ричард II) – Lord Marshal
- 1997: Passzazsirka (Пассажирка) – Utas
- 1997: Anna Karenina, (Анна Каренина) amerikai-orosz film, 1997, R. Bernard Rose,  Sophie Marceau-val. – Kapitonics[http://www.petr-shelokhonov-en.narod.ru/HTML/Annakarenina/fotoannakarenina2.html]

## Színházi szerepei
- 1959: Shakespeare: Hamlet
- 1960: Arbuzov: Irkutszki történet
- 1962: Puskin: Dubrovszkij
- 1962: A holdfogyatkozás éjszakája
- 1962: A. Stejn: Oceán
- 1963: A 14-69-es páncélvonat
- 1963: Gorkij: Éjjeli menedékhely
- 1964: Radzinszkij: 104 oldal a szeretetről
- 1964: Csehov: Ványa bácsi – Ványa
- 1965: Csehov: Ivanov – Ivanov
- 1966: Csehov: A sirály – Trepljov
- 1967: Csehov: Három nővér – Tuzenbach
- 1967: Satrov:  Július hatodika –  Lenin
- 1968: Csehov: Platonov – Platonov
- 1970: Borisz Vasziljev: Itt csendesek a hajnalok – Vaszkov
- 1970: V. Azsajev: Távol Moszkvától – Batmanov
- 1975: A. Tolsztoj: Rettenetes Iván halála – Zaharin Jurjev
- 1976: A. Tolsztoj: Fjodor Ioannovics cár – Zaharin Jurjev
- 1977: A. Tolsztoj: Borisz cár – Zaharin Jurjev
- 1978: V. Rozov: A süketfajd fészke – Szudakov
- 1981: S. Aljosin: Téma és variációi
- 1988: Sommerset Maugham: The Land of Promise  – Wikham
- 1991: Peter Ustinov: Fotofinis – Sam
- 1993: A. Puhkem: Antikvárium
- 1994: Neil Simon: Mezítláb a parkban – Victor Velasco